# Chudíř
Obec Chudíř se nachází v okrese Mladá Boleslav, kraj Středočeský. Rozkládá se asi patnáct kilometrů jihovýchodně od Mladé Boleslavi. Žije zde 232 obyvatel.

## Historie
První písemná zmínka o obci pochází z roku 1318.

### Územněsprávní začlenění
Dějiny územněsprávního začleňování zahrnují období od roku 1850 do současnosti. V chronologickém přehledu je uvedena územně administrativní příslušnost obce v roce, kdy ke změně došlo:
- 1850 země česká, kraj Jičín, politický i soudní okres Mladá Boleslav[4]
- 1855 země česká, kraj Mladá Boleslav, soudní okres Mladá Boleslav[4]
- 1868 země česká, politický i soudní okres Mladá Boleslav[4]
- 1939 země česká, Oberlandrat Jičín, politický i soudní okres Mladá Boleslav[5]
- 1942 země česká, Oberlandrat Praha, politický i soudní okres Mladá Boleslav[6]
- 1945 země česká, správní i soudní okres Mladá Boleslav[7]
- 1949 Pražský kraj, okres Mladá Boleslav[8]
- 1960 Středočeský kraj, okres Mladá Boleslav[9]

## Pamětihodnosti
- Krucifix, severovýchodní část vsi

## Doprava
Silniční doprava
Obcí prochází silnice III. třídy. Ve vzdálenosti 2 km vede silnice II/275 Bezno - Brodce - Křinec - Dymokury.
Železniční doprava
Železniční trať ani stanice na území obce nejsou. Nejblíže obci je železniční stanice Luštěnice ve vzdálenosti 5 km ležící na trati 071 z Nymburka do Mladé Boleslavi.
Autobusová doprava
V obci zastavovaly v pracovních dnech května 2011 příměstské autobusové linky Mladá Boleslav-Semčice-Mcely (4 spoje tam, 2 spoje zpět) (dopravce TRANSCENTRUM bus, s.r.o.) a Loučeň-Mladá Boleslav (7 spojů tam i zpět) (dopravce Okresní autobusová doprava Kolín, s.r.o.).

## Okolí
Na severním okraji obce se nalézá soustava rybníčků, jižně od centra obce se nalézá Nový rybník.

## Galerie

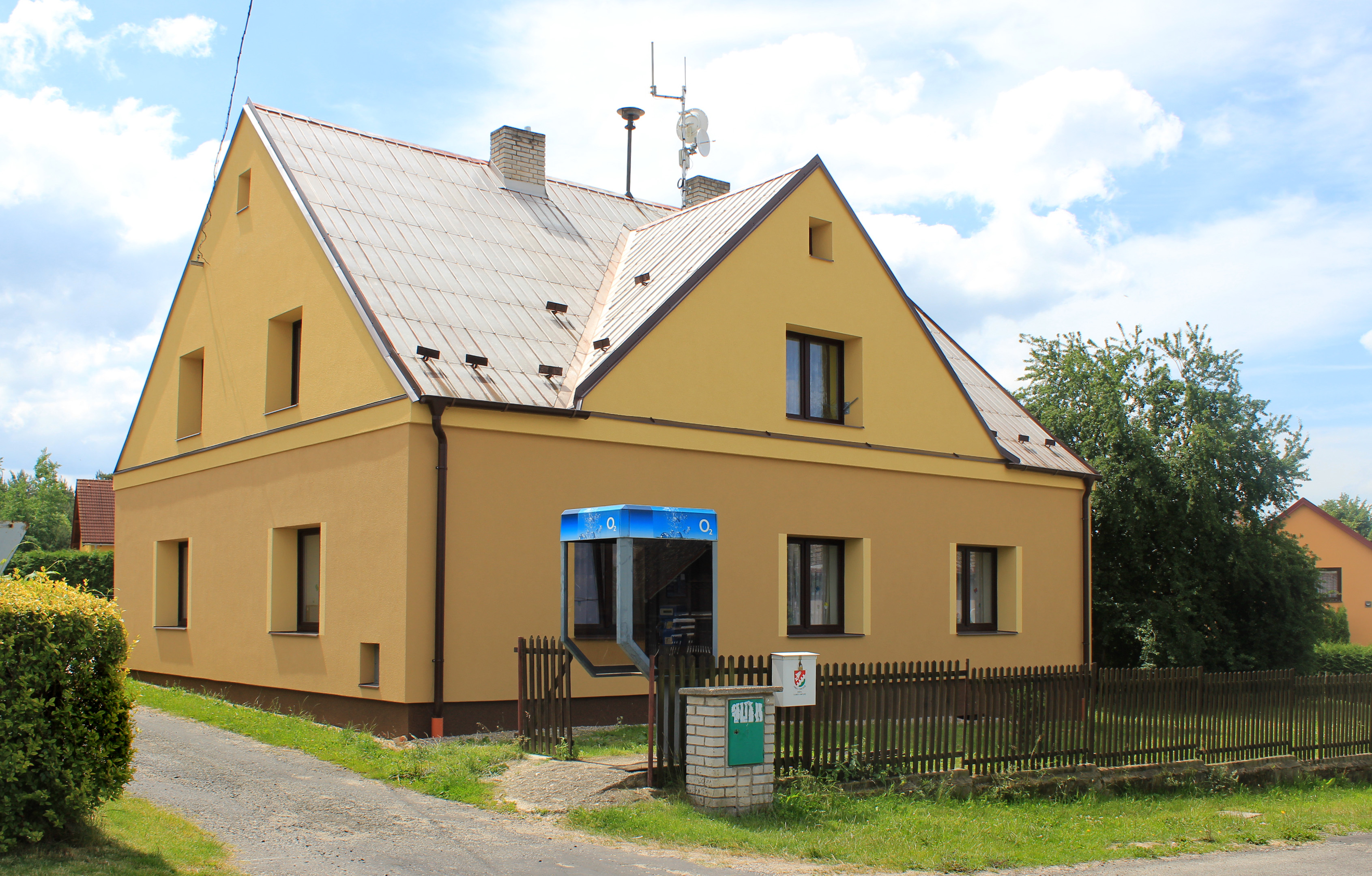
Obecní úřad s knihovnou
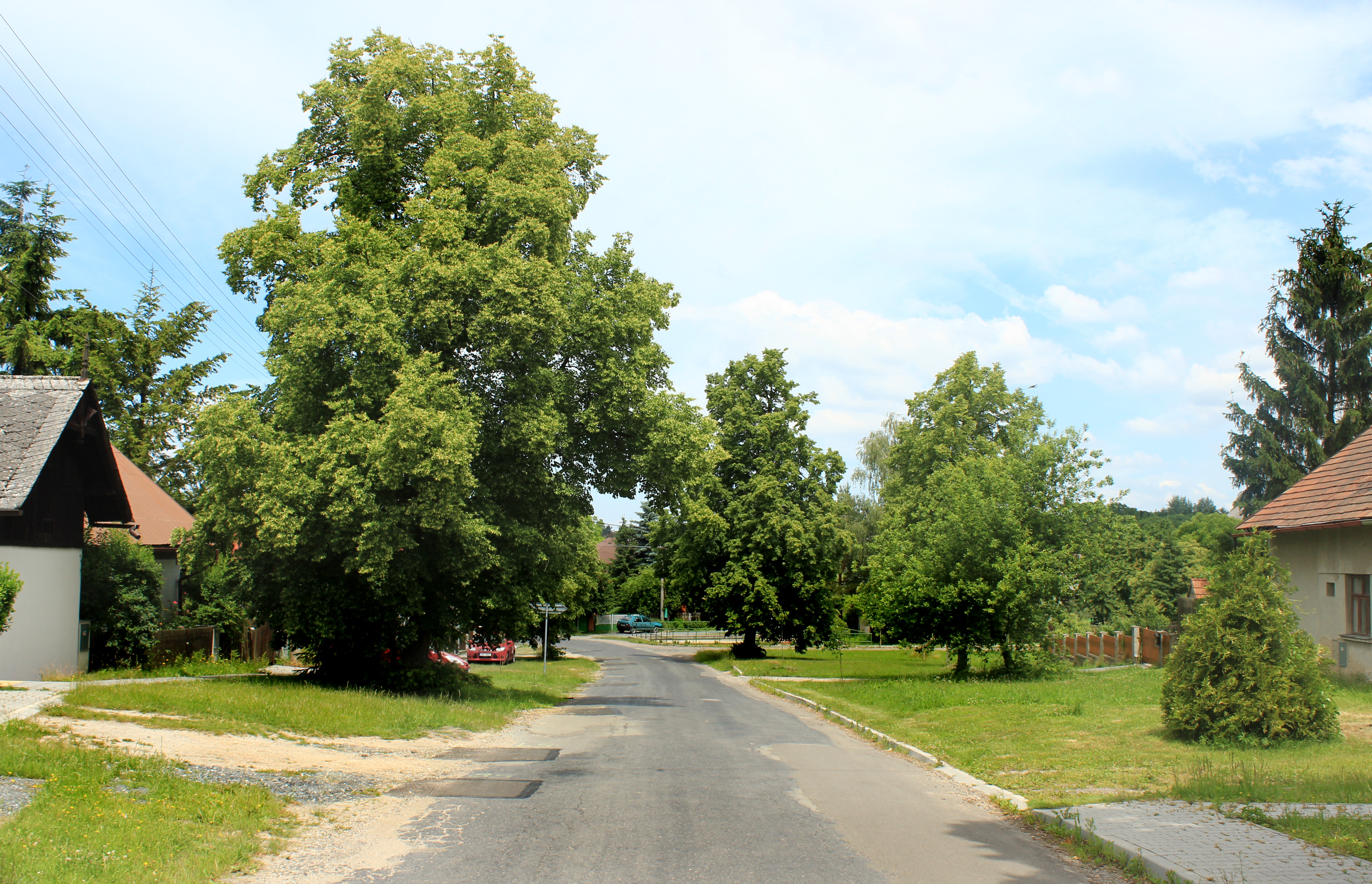
Hlavní silnice
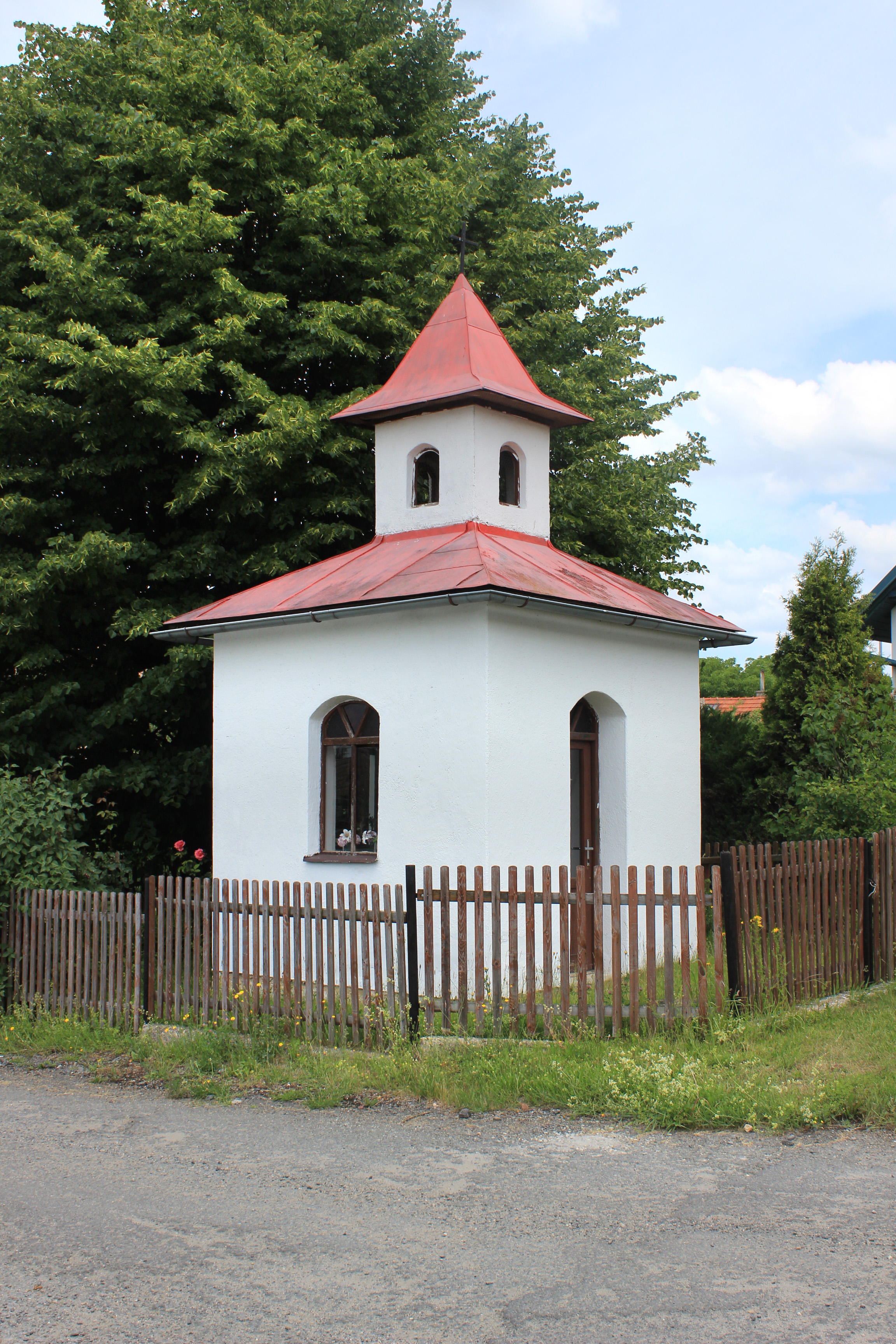
Kaple
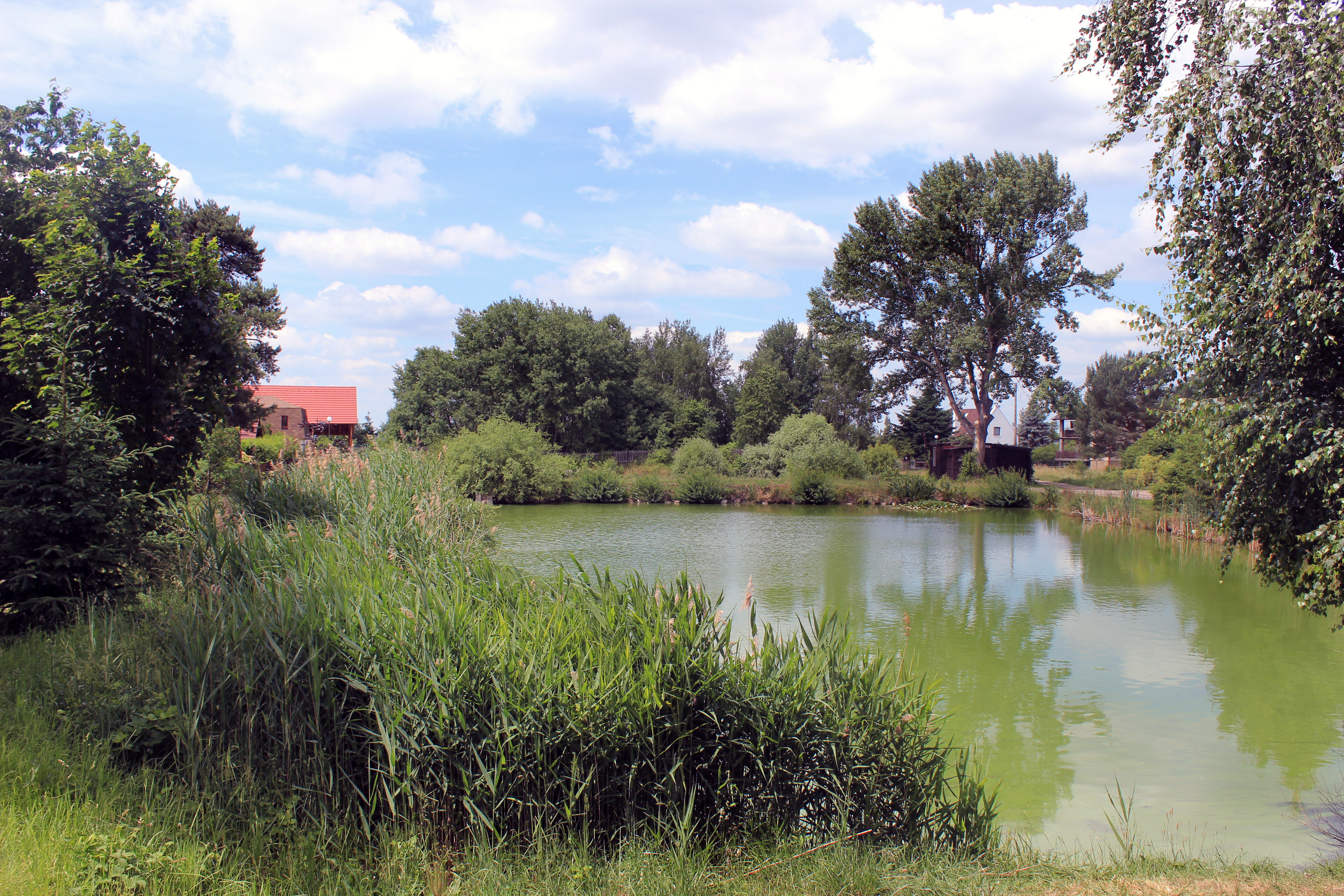
Jeden z místních rybníků
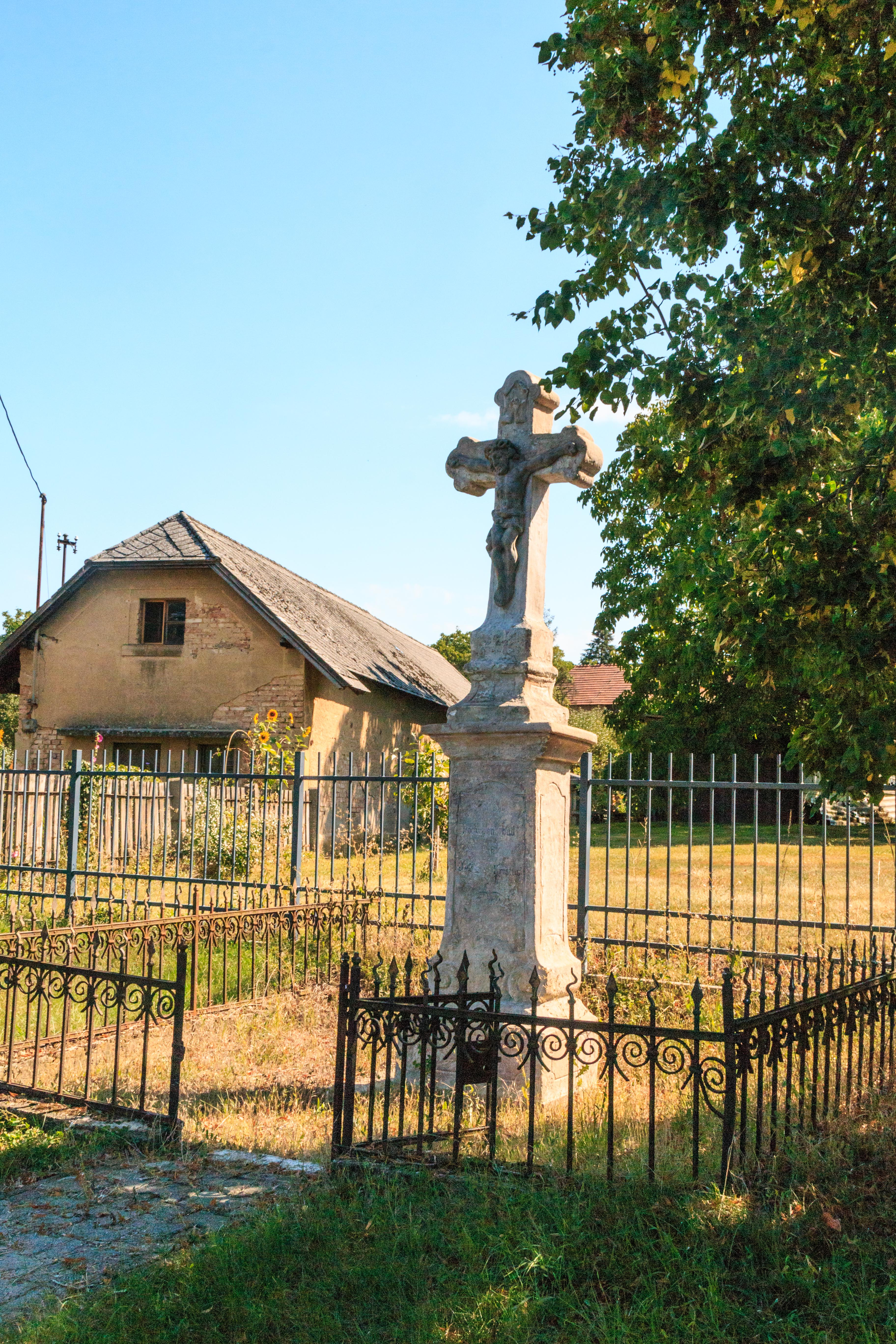
Kříž v Chudíři
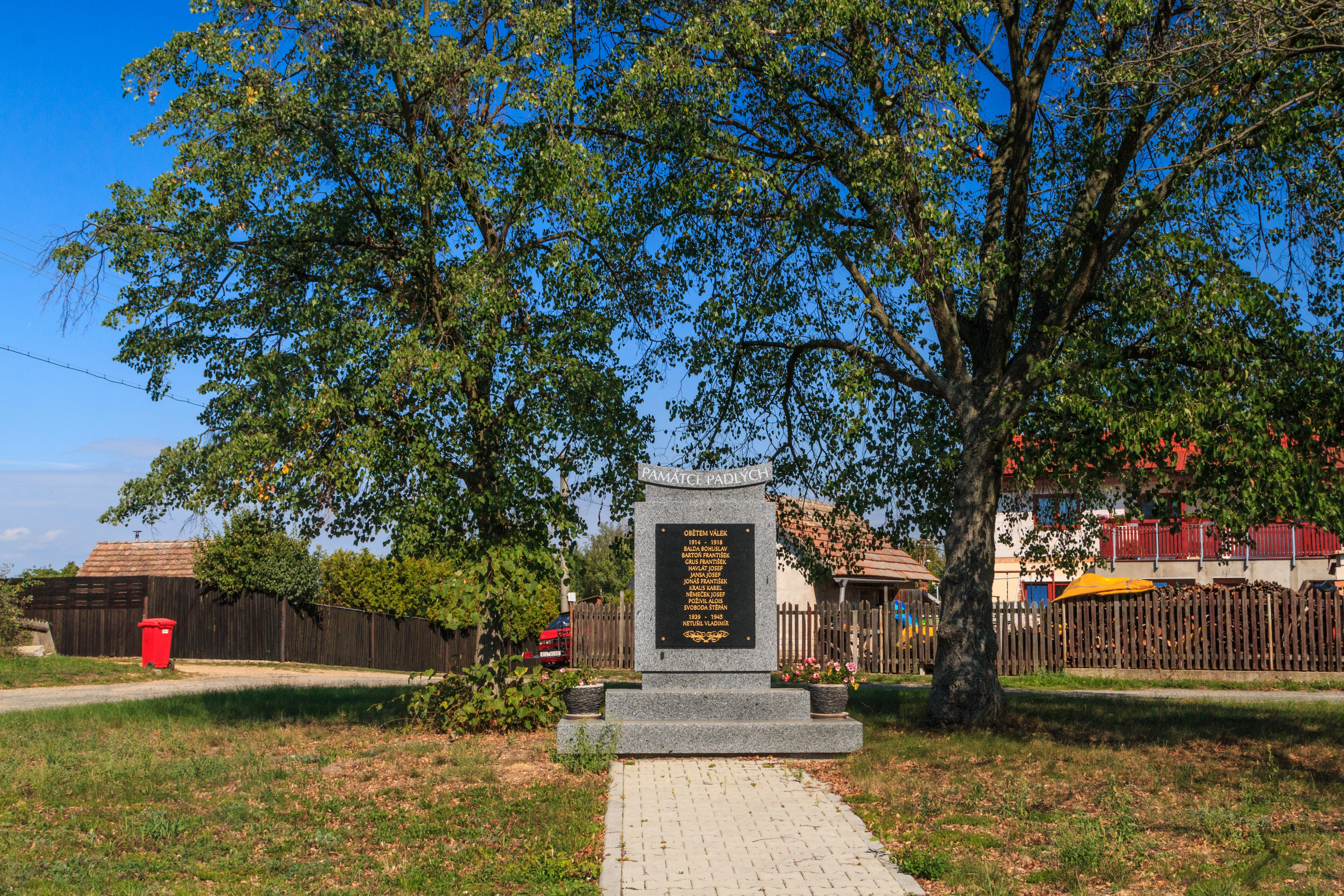
Chudíř - pomník padlých